# Promyczek (czasopismo brajlowskie)
Promyczek – dwumiesięcznik dla dzieci niewidomych i niedowidzących wydawany w Warszawie przez Polski Związek Niewidomych. Ukazuje się w trzech wersjach: w alfabecie Braille’a, w wersji czarnodrukowej (druk powiększony) oraz wersji elektronicznej (HTML). Skierowane jest do dzieci w wieku od 0 do 12 lat. Prenumerata wersji elektronicznej czasopisma jest bezpłatna.